# Begonia altamiroi
Espèce
Begonia altamiroi Brade est une espèce de plantes de la famille des Begoniaceae. Ce bégonia est originaire du Brésil.

## Répartition géographique
Cette espèce est endémique du Brésil, notamment de l'Espírito Santo.

## Classification
Begonia altamiroi fait partie de la section Pritzelia du genre Begonia, famille des Begoniaceae. En classification phylogénétique APG IV (2016), comme classification phylogénétique APG III (2009), celle-ci est classée dans l'ordre des Cucurbitales, alors que dans la classification classique de Cronquist (1981) les Begoniaceae font partie de l'ordre des Violales.
L'espèce a été décrite en 1948 par Alexander Curt Brade (1881-1971). L'épithète spécifique altamiroi est un hommage à Altamiro, l'un des récolteurs de l'isotype en 1946.
Publication originale : Archivos do Jardim Botânico do Rio de Janeiro 8: 230, pl. 4. 1948.